# Jaga Jazzist
Jaga Jazzist o Jaga es una banda de jazz/experimental de Noruega que se hizo popular cuando la BBC nombró su primer álbum A Livingroom Hush (Smalltown Supersound / Ninja Tune) como el mejor disco de jazz de 2002.
El núcleo de la banda lo forman los hermanos y compositores Lars y Martin Horntveth. Martin formó Jaga Jazzist junto a Ivar Christian Johansen en 1994 cuando todavía eran adolescentes, aunque Johansen más adelante dejó el grupo.
La banda toca trompetas, trombones, guitarra eléctrica, bajo, tuba, clarinetes, piano eléctrico Fender Rhodes, vibráfono y toda una serie de instrumentos electrónicos.
Sus principales influencias han sido John Coltrane, Soft Machine, Talk Talk, Don Cherry, Aphex Twin, Stereolab, Squarepusher y Tortoise. Jaga Jazzist suele ser considerado como uno de los principales exponentes en Escandinavia del llamado movimiento nu jazz.

## Miembros 1994-2006
- Harald Frøland (guitarra) 1994-2005, 2006–
- Ivar Chr. Johansen / Ravi (trompeta y coros), 1994-2001
- Jonas Bendiksen (teclados), 1994-1997
- Lars Horntveth (saxo tenor) 1994–
- Lars Wabø (trombón) 1994-2005
- Line Horntveth (tuba) 1994–
- Mads Jansen (trombón) 1994
- Marius Hesby (trombón) 1994
- Martin Horntveth (batería y coros).
- Andreas Mjøs (vibráfono, guitarra y batería) 1994–
- Marius Hesby (trombón) 1994
- Thomas Viken (saxofón tenor) 1994
- Lars Erik Myran (bajo) 1994
- Even Ormestad (bajo), 1995–
- Jørgen Munkeby (saxofón alto) 1995-2002
- Håvard Myklebust (trombón) 1996
- Torgeir Audunson (trompeta) 1996-1997
- Bjørn Strand (saxo tenor) 1997
- Sjur Miljeteig (trompeta) 1997
- Mathias Eick (trompeta) 1998–
- Morten Qvenild (teclados)-2001
- Ketil Einarsen (flautas, llaves, percusión) 2002-2005, 2006–
- Andreas Hessen Schei (llaves) 2002-2005, 2006–
- Nils Martin Larsen (teclados) 2005
- Anders Hana (guitarra y efectos) 2005
- Erik Johannessen (trombón y percusión) 2005–
- Stian Westerhus (guitarra y efectos) 2008

## Discografía

### Álbumes
- 1996: Jævla Jazzist Grete Stitz
- 2001: A Livingroom Hush
- 2003: The Stix
- 2005: What We Must
- 2010: One-Armed Bandit
- 2015: StarFire
- 2020: Pyramid

### EP
- 1998: Magazine
- 2001: Airborne/Going Down
- 2003: Animal Chin
- 2004: Day

Mathias Eick, Lars Horntveth y Jørgen Munkeby también han colaborado con Motorpsycho en su disco In the Fishtank 10 (2003), apareciendo en los créditos como «Jaga Jazzist Horns» (cornos de Jaga Jazzist).